# Climacia californica
Climacia californica is een insect uit de familie sponsvliegen (Sisyridae), die tot de orde netvleugeligen (Neuroptera) behoort. 
Climacia californica is voor het eerst wetenschappelijk beschreven door Chandler in 1953.